# Ronwolffia pacifica
Ronwolffia pacifica è un mammifero estinto, appartenente agli xenartri. Visse nell'Oligocene superiore (circa 29 - 23 milioni di anni fa) e i suoi resti fossili sono stati ritrovati in Sudamerica.

## Descrizione
Questo animale doveva essere piuttosto simile a un odierno clamidoforo (Chlamyphorus truncatus), anche se non era strettamente imparentato con quest'ultima specie. Doveva essere lungo circa 60 centimetri ed era dotato di un cranio robusto. Come tutte le forme simili quali Epipeltephilus e Peltephilus, anche Ronwolffia era dotato di un'arcata dentaria a forma di U, di otto robusti denti per ogni fila dentaria, di un muso corto e di ampi osteodermi, dei quali i più riconoscibili erano le due strutture simili a corna presenti nella parte anteriore del cranio. Quest'ultimo era largo quanto quello di un armadillo gigante, ma più corto. Le caratteristiche diagnostiche che lo distinguevano da altre forme simili erano il palato più lungo rispetto a quello di Parapeltecoelus, una cresta sagittale ridotta rispetto a quella di Peltephilus, un'arcata dentaria anteriore arcuata e un tetto cranico piatto. La bolla timpanica di Ronwolffia, inoltre, era meno ossificata rispetto a quella di forme successive come Peltephilus ed Epipeltephilus.

## Classificazione
Ronwolffia è considerato un membro piuttosto arcaico dei peltefilidi (Peltephilidae), xenartri simili ad armadilli, ma muniti di grossi denti robusti e di due "corna" sul muso.
I primi resti di Ronwolffia furono inizialmente rinvenuti nel 1964 da Alberto Elier nella Formazione Salla, in Bolivia. Vennero descritti solo nel 2008, in due studi di Shockey e (per gli elementi postcranici, assegnati a cf. Peltephilus sp.), e da Kearney e Shockey (per i resti cranici); quest'ultimo studio riguardava il futuro olotipo del genere, YPM VPPU 020700. Entrambi gli studi furono la base di uno studio successivo di Shockey nel 2017, in cui venne istituito il nuovo genere e la nuova specie Ronwolffia pacifica per i resti di grandi peltefilidi provenienti dalla formazione, mentre il restante materiale è stato assegnato a Peltephilidae sp. indet. (Shockey, 2017).
Il nome generico Ronwolffia è in onore di Ronald Wolff, membro del Dipartimento di Zoologia dell'Università della Florida. L'epiteto specifico, pacifica (che in latino significa "pacifico"), è stato dato per riflettere le nuove considerazioni sull'alimentazione dei peltefilidi, un tempo considerati carnivori e poi ritenuti erbivori.

## Paleoecologia
Ronwolffia pacifica potrebbe aver condiviso il suo ambiente con almeno un'altra specie di peltefilide ancora non descritta. Le rocce della Formazione Salla, risalenti al Deseadano, hanno anche prodotto i resti cranici più antichi di Dasypodidae e fossili di gliptodonti, Mylodontidae, Megalonychidae e del bradipo basale Pseudoglyptodon. Erano presenti anche primati come Branisella, oltre a vari roditori come gli aguti Incamys, Branisamys e Cephalomys e gli Octodontidae Migraveramus e Sallamys. La fauna erbivora era completata da vari meridiungulati, come astrapoteri, il piroterio Pyrotherium, il didolodontide Salladolodus, il litopterno Coniopternum, i notoungulati Trachytherus, Prohegetotherium, Sallatherium, Anayatherium, Eurygenium, Pascualihippus, Rhynchippus e Proadinotherium. Erano presenti anche marsupiali, come gli sparassodonti predatori Fredszalaya, Pharsophorus, Notogale, Sallacyon e Paraborhyaena, i Caenolestidae Evolestes e Palaeothentes e l'argirolagide Proargyrolagus.
Mentre originariamente si riteneva che i peltefilidi fossero attivi predatori, soprattutto data la presenza di denti a forma di canini, oggi si ritiene che si trattasse di animali fossori che si nutrivano prevalentemente di tuberi, e solo occasionalmente di carogne.